# Esselte

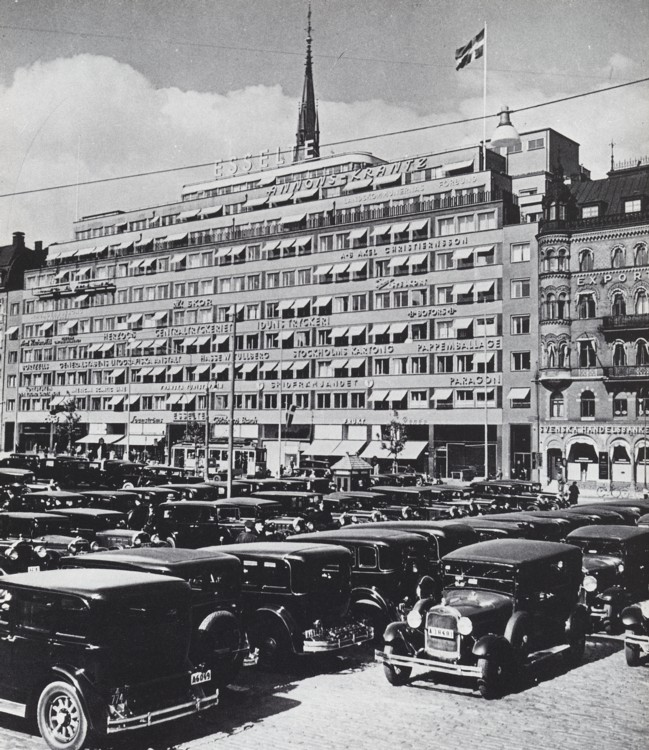
Esselte-huset vid Vasagatan, 1937.

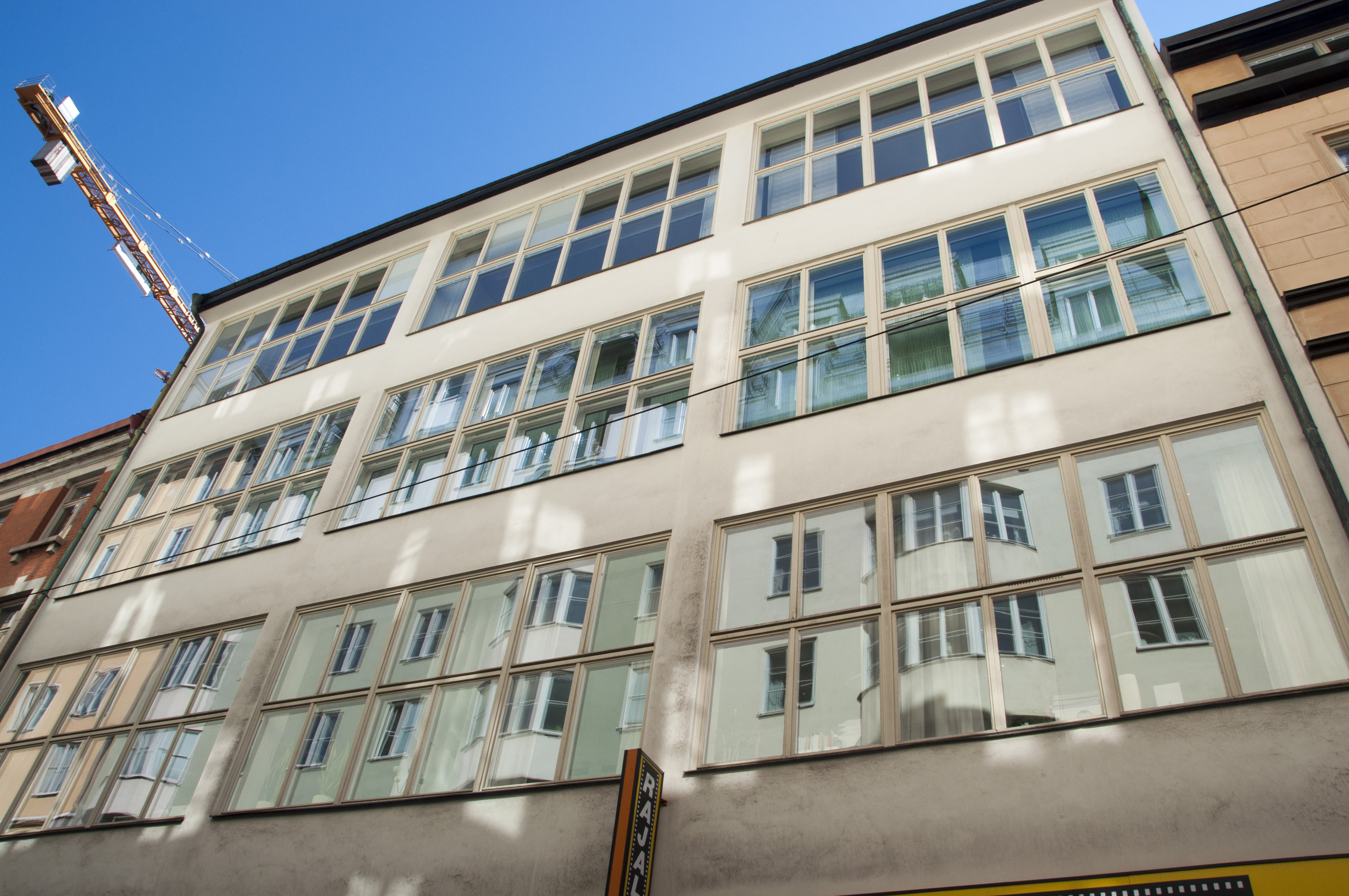
Esseltes före detta kontors och lagerhus vid Herkulesgatan 11 i Stockholm.

Esselte är en kontorsvarukoncern vars moderbolag har sitt säte i Luxemburg. Bolaget ingår i ACCO Brands.

## Historia
1913 bildades AB Sveriges Litografiska Tryckerier (SLT) genom en sammanslagning av 13 företag. Idén var att genom samgående och/eller samarbete stävja den konkurrens och prispress som sedan slutet av 1800-talet plågat svenska tryckerier. En av de drivande bakom SLT-idén var chefen för Norstedts tryckeri, civilingenjör Carl Ramström (1862–1944). Ramström utsågs till verkställande direktör i SLT, och förblev det till 1933 (formellt, i praktiken bara till 1922).
Den 1 augusti 1970 bytte företaget namn till Esselte, ett namn som från 1933 varit namnet på ett dotterföretag i gruppen som fungerade som sammanslutning för koncernens tryckerier. 
Företaget kom under 1900-talet att utvecklas till ett av de största svenska företagen inom produktion av tryckalster. Från 1944 till 1974 bedrev man papperstillverkning vid Örebro pappersbruk. Dotterbolaget Esselte Well som tillverkade wellpappförpackningar såldes 1988, Esselte Pac som tillverkade konsumentförpackningar såldes 1984. Tryckeriverksamheten som bedrevs inom dotterbolagen Norstedt & Söner, Almqvist & Wiksell, Focus samt kartutgivning via Esselte Map service, avvecklades fram till 1990. Numera är tillverkningen inriktad mot tillverkning av kontorsmateriel.
År 1975 förvärvade Esselte det brittiska förvaringshjälpmedelstillverkaren Bensons, 1977 hängmappssystemtillverkaren Oxford Pendaflex och 1978 amerikanska märkningsföretaget Dymo. Under 90-talet förvärvades flera större bolag såsom 1992 tyska Leitz. I juli 2002 köptes företaget ut från Stockholmsbörsen av J.W. Childs. 2003 förvärvades det amerikanska bolaget Xyron och 2005 såldes Dymo till Newell-Rubbermaid. Våren 2010 förvärvades det svenska bolaget Isaberg-Rapid och i juni samma år förvärvades Ampad, ett amerikanskt bolag.
Esselte Studium var ett förlag som gav ut ordböcker och läroböcker. Detta hade sina rötter i Skrivrit, Skriv- och ritboksaktiebolaget, som utgivit läroböcker sedan 1935, men som 1973 bytte namn till Esselte Studium. Förlaget upphörde i mitten av 1980-talet. Esselte Studium utvecklade tillsammanse med Telenova AB Compisdatorn under 1980-talet.

## Pärmarna
Esseltes i dag kanske mest kända produkt är pärmar. Redan 1889 uppfann Andreas Tengvall föregångaren till gaffelpärmen. 1890 fick han patent på Triopärmen, som är en föregångare till dagens Jopapärm. 1926 köpte Esselte upp Tengvalls företag och började tillverka Jopapärmen. Konstruktionen är densamma än i dag: en delbar rygg i askträ som är klädd med tyg. Gaffelmekanismen har med sitt triosystem blivit svensk pärmstandard. Det vill säga med ett avstånd mellan hålens centrum på 21–70–21 millimeter.
Galco-Dux och dess tillverkning av Agrippa-pärmen togs över av Esselte 1983.

## Video och biografer
Esselte tillverkade på 1980-talet videobandspelaren Moviebox för VHS-kassetter som kunde hyras tillsammans med filmen i videobutiker.
År 1986 uppförde Esselte Filmstaden Downtown i Göteborg och ett biografkomplex i Malmö. Två år senare bildade Esselte och Svensk Filmindustri (SF) ett gemensamt biografbolag och 1992 blev SF huvudägare.